# Campeonato Italiano de Futebol de 2016–17 – Segunda Divisão
O campeonato italiano da segunda divisão mais conhecido
como Serie B 2016-17 foi a 85ª edição dessa competição e teve início em 26 de agosto de 2016. O campeonato conta
com uma fase regular onde todas as equipes se enfrentam em jogos de ida e volta e a equipe
que marcar mais pontos é declarada campeã, e junto com o segundo colocado conquista o acesso a
direto a Serie A de 2017–18. As equipes classificadas entre a 3ª e a 8ª posição disputam uma série de play-offs com partidas de ida e volta para decidir quem fica com a 3ª vaga na Serie A.

## Participantes

### Número de equipes por estado
| Posição | Região         | Nº de equipes | Equipes                             |
| ------- | -------------- | ------------- | ----------------------------------- |
| 1       | Campânia       | 3             | Avellino, Benevento e Salernitana   |
| 1       | Emília-Romanha | 3             | Carpi, Cesena e SPAL                |
| 1       | Vêneto         | 3             | Cittadella, Hellas Verona e Vicenza |
| 4       | Lázio          | 2             | Frosinone e Latina                  |
| 4       | Ligúria        | 2             | Spezia e Virtus Entella             |
| 4       | Piemonte       | 2             | Novara e Pro Vercelli               |
| 4       | Úmbria         | 2             | Perugia e Ternana                   |
| 8       | Apúlia         | 1             | Bari                                |
| 8       | Lombardia      | 1             | Brescia                             |
| 8       | Marcas         | 1             | Ascoli                              |
| 8       | Sicília        | 1             | Trapani                             |
| 8       | Toscana        | 1             | Pisa                                |

### Informação dos clubes
| Clube           | Cidade        | Treinador          | Estádio                  | Capacidade | Em 2015-16            |
| --------------- | ------------- | ------------------ | ------------------------ | ---------- | --------------------- |
| Ascoli          | Ascoli Piceno | Alfredo Aglietti   | Cino e Lillo Del Duca    | 20.550     | 15º                   |
| Avellino        | Avellino      | Walter Novellino   | Paternio                 | 23.308     | 14°                   |
| Bari            | Bari          | Stefano Colantuono | San Nicola               | 58.270     | 5°                    |
| Benevento       | Benevento     | Marco Baroni       | Ciro Vigorito            | 20.000     | 1º (Lega Pro/Grupo C) |
| Brescia         | Brescia       | Roberto Boscaglia  | Mario Rigamonti          | 22.944     | 11°                   |
| Carpi           | Carpi         | Fabrizio Castori   | Alberto Braglia          | 21.151     | 18° (Serie A)         |
| Cesena          | Cesena        | Massimo Drago      | Dino Manuzzi             | 23.860     | 6º                    |
| Cittadella      | Cittadella    | Roberto Venturato  | Pier Cesare Tombolato    | 7.623      | 1º (Lega Pro/Grupo A) |
| Frosinone       | Frosinone     | Pasquale Marino    | Comunale Matusa          | 9.680      | 19° (Serie A)         |
| Hellas Verona   | Verona        | Fabio Pecchia      | Marcantonio Bentegodi    | 31.045     | 20° (Serie A)         |
| Latina          | Latina        | Vincenzo Vivarini  | Domenico Francioni       | 8.000      | 16°                   |
| Novara          | Novara        | Roberto Boscaglia  | Silvio Piola (Novara)    | 17.875     | 8°                    |
| Perugia         | Perugia       | Cristian Bucchi    | Renato Curi              | 28.000     | 10°                   |
| Pisa            | Pisa          | Gennaro Gattuso    | Arena Garibaldi          | 14.869     | 2º (Lega Pro/Grupo B) |
| Pro Vercelli    | Vercelli      | Moreno Longo       | Silvio Piola (Vercelli)  | 4.215      | 17°                   |
| Salernitana     | Salerno       | Alberto Bollini    | Estádio Arechi           | 31.300     | 18°                   |
| SPAL            | Ferrara       | Leonardo Semplici  | Paolo Mazza              | 8.500      | 1º (Lega Pro/Grupo B) |
| Spezia          | La Spezia     | Domenico Di Carlo  | Alberto Picco            | 10.336     | 7°                    |
| Ternana         | Terni         | Roberto Breda      | Libero Liberati          | 17.460     | 12°                   |
| Trapani         | Trapani       | Sersi Cosmi        | Polisportivo Provinciale | 7.750      | 3°                    |
| Vicenza         | Vicenza       | Franco Lerda       | Romeo Menti              | 12.500     | 13°                   |
| Virtus Lanciano | Lanciano      | Primo Maragliulo   | Guido Biondi             | 4.678      | 19°                   |

## Mudança de técnicos
| Clube          | Antecessor        | Motivo                     | Data da saída          | Pos           | Sucessor            | Data da chegada        |
| -------------- | ----------------- | -------------------------- | ---------------------- | ------------- | ------------------- | ---------------------- |
| Ascoli         | Devis Mangia      | Demitido                   | 10 de maio de 2016     | Pré-temporada | Alfredo Aglietti    | 16 de junho de 2016    |
| Frosinone      | Roberto Stellone  | Demitido                   | 15 de maio de 2016     | Pré-temporada | Pasquale Marino     | 6 de junho de 2016     |
| Hellas Verona  | Luigi Delneri     | Demitido                   | 23 de maio de 2016     | Pré-temporada | Fabio Pecchia       | 1 de junho de 2016     |
| Perugia        | Pierpaolo Bisoli  | Demitido                   | 24 de maio de 2016     | Pré-temporada | Cristian Bucchi     | 15 de junho de 2016    |
| Virtus Entella | Alfredo Aglietti  | Pediu demissão             | 26 de maio de 2016     | Pré-temporada | Roberto Breda       | 1 de julho de 2016     |
| Avellino       | Attilio Tesser    | Assinou com Cremonese      | 31 de maio de 2016     | Pré-temporada | Domenico Toscano    | 4 de junho de 2016     |
| Latina         | Carmine Gautieri  | Demitido                   | 12 de junho de 2016    | Pré-temporada | Vincenzo Vivarini   | 13 de junho de 2016    |
| Benevento      | Gaetano Auteri    | Demitido                   | 14 de junho de 2016    | Pré-temporada | Marco Baroni        | 1 de julho de 2016     |
| Novara         | Marco Baroni      | Assinou com Benevento      | 30 de junho de 2016    | Pré-temporada | Roberto Boscaglia   | 1 de julho de 2016     |
| Pro Vercelli   | Claudio Foscarini | Assinou com Livorno        | 30 de junho de 2016    | Pré-temporada | Moreno Longo        | 1 de julho de 2016     |
| Ternana        | Roberto Breda     | Assinou com Virtus Entella | 30 de junho de 2016    | Pré-temporada | Christian Panucci   | 1 de julho de 2016     |
| Bari           | Andrea Camplone   | Contrato expirado          | 30 de junho de 2016    | Pré-temporada | Roberto Stellone    | 4 de julho de 2016     |
| Brescia        | Roberto Boscaglia | Assinou com Novara         | 30 de junho de 2016    | Pré-temporada | Cristian Brocchi    | 11 de julho de 2016    |
| Ternana        | Christian Panucci | Demitido                   | 14 de agosto de 2016   | Pré-temporada | Benito Carbone      | 14 de agosto de 2016   |
| Vicenza        | Franco Lerda      | Demitido                   | 2 de outubro de 2016   | 21ª           | Pierpaolo Bisoli    | 3 de outubro de 2016   |
| Cesena         | Massimo Drago     | Demitido                   | 30 de outubro de 2016  | 19ª           | Andrea Camplone     | 31 de outubro de 2016  |
| Bari           | Roberto Stellone  | Demitido                   | 7 de novembro de 2016  | 16ª           | Stefano Colantuono  | 7 de novembro de 2016  |
| Avellino       | Domenico Toscano  | Demitido                   | 29 de novembro de 2016 | 19ª           | Walter Novellino    | 29 de novembro de 2016 |
| Salernitana    | Giuseppe Sannino  | Pediu demissão             | 29 de novembro de 2016 | 14ª           | Alberto Bollini     | 30 de novembro de 2016 |
| Trapani        | Serse Cosmi       | Demitido                   | 30 de novembro de 2016 | 22ª           | Alessandro Calori   | 4 de dezembro de 2016  |
| Ternana        | Benito Carbone    | Pediu demissão             | 21 de janeiro de 2017  | 21ª           | Carmine Gautieri    | 22 de janeiro de 2017  |
| Ternana        | Carmine Gautieri  | Pediu demissão             | 5 de março de 2017     | 22ª           | Fabio Liverani      | 6 de março de 2017     |
| Brescia        | Cristian Brocchi  | Demitido                   | 12 de março de 2017    | 19ª           | Luigi Cagni         | 12 de março de 2017    |
| Vicenza        | Pierpaolo Bisoli  | Demitido                   | 18 de abril de 2017    | 19ª           | Vincenzo Torrente   | 19 de abril de 2017    |
| Virtus Entella | Roberto Breda     | Demitido                   | 30 de abril de 2017    | 10ª           | Gianpaolo Castorina | 30 de abril de 2017    |

## Classificação
Atualizado em 18 de maio de 2017
| Pos | Equipes        | Pts | J  | V  | E  | D  | GM | GS | SG  | Classificação ou rebaixamento                   |
| --- | -------------- | --- | -- | -- | -- | -- | -- | -- | --- | ----------------------------------------------- |
| 1   | SPAL           | 78  | 42 | 22 | 12 | 8  | 66 | 39 | +27 | Promoção para a Serie A de 2017–18              |
| 2   | Hellas Verona  | 74  | 42 | 20 | 14 | 8  | 64 | 40 | +24 | Promoção para a Serie A de 2017–18              |
| 3   | Frosinone      | 74  | 42 | 21 | 11 | 10 | 57 | 42 | +15 | Play-offs de Promoção para a Serie A de 2017–18 |
| 4   | Perugia        | 65  | 42 | 15 | 20 | 7  | 54 | 40 | +14 | Play-offs de Promoção para a Serie A de 2017–18 |
| 5   | Benevento[a]   | 65  | 42 | 18 | 12 | 12 | 56 | 42 | +14 | Play-offs de Promoção para a Serie A de 2017–18 |
| 6   | Cittadella     | 63  | 42 | 19 | 6  | 17 | 60 | 54 | +6  | Play-offs de Promoção para a Serie A de 2017–18 |
| 7   | Carpi          | 62  | 42 | 16 | 14 | 12 | 41 | 40 | +1  | Play-offs de Promoção para a Serie A de 2017–18 |
| 8   | Spezia         | 60  | 42 | 15 | 15 | 12 | 38 | 34 | +4  | Play-offs de Promoção para a Serie A de 2017–18 |
| 9   | Novara         | 56  | 42 | 15 | 11 | 16 | 48 | 50 | -2  |                                                 |
| 10  | Salernitana    | 54  | 42 | 13 | 15 | 14 | 44 | 44 | 0   |                                                 |
| 11  | Virtus Entella | 54  | 42 | 13 | 15 | 14 | 54 | 51 | +3  |                                                 |
| 12  | Bari           | 53  | 42 | 13 | 14 | 15 | 39 | 44 | −5  |                                                 |
| 13  | Cesena         | 52  | 42 | 12 | 17 | 13 | 51 | 48 | +3  |                                                 |
| 14  | Avellino[b]    | 50  | 42 | 13 | 13 | 16 | 40 | 55 | -15 |                                                 |
| 15  | Brescia        | 50  | 42 | 11 | 17 | 14 | 49 | 58 | −9  |                                                 |
| 16  | Ascoli         | 49  | 42 | 10 | 19 | 13 | 44 | 49 | -5  |                                                 |
| 17  | Pro Vercelli   | 49  | 42 | 10 | 19 | 13 | 35 | 45 | −10 |                                                 |
| 18  | Ternana[c]     | 49  | 42 | 13 | 10 | 19 | 42 | 53 | −11 |                                                 |
| 19  | Trapani[c]     | 44  | 42 | 10 | 14 | 18 | 45 | 55 | −10 | Rebaixados para a Lega Pro                      |
| 20  | Vicenza        | 41  | 42 | 9  | 14 | 19 | 33 | 52 | −19 | Rebaixados para a Lega Pro                      |
| 21  | Latina[d]      | 35  | 42 | 6  | 21 | 15 | 38 | 50 | −12 | Rebaixada para a Serie D[e]                     |
| 22  | Pisa[f]        | 35  | 42 | 6  | 21 | 15 | 23 | 36 | −13 | Rebaixado para a Lega Pro                       |

Notas:

- a O Benevento foi punido com a perda de 1 ponto pela Federação Italiana.

- b O Avellino foi punido, a princípio, com a perda de 3 pontos pela Federação Italiana. Posteriormente, a punição caiu para perda de 2 pontos.[15]

- c Como a diferença entre o 18º colocado e o 19º colocado era de cinco pontos, não teve play-off de rebaixamento e o 19º foi rebaixado diretamente.

- d A Latina foi punida, a princípio, com a perda de 7 pontos pela Federação Italiana. Posteriormente, a punição caiu para perda de 4 pontos.

- e A Latina foi declarada insolvente e excluída da liga italiana de futebol.[16] Mais tarde, o time foi reconsiderado na Série D.

- f O Pisa foi punido com a perda de 4 pontos pela Federação Italiana.

Em caso de empate em pontos de duas ou mais equipes, os critérios de desempate são:
1. Confronto direto;
2. Maior saldo de gols no confronto direto;
3. Maior saldo de gols em todo o campeonato;
4. Maior número de gols marcados em todo o campeonato;
5. Sorteio.

## Play-off
O terceiro e ultimo lugar a ser promovido à Serie A será decidido através dos playoffs - estruturado por meio de rodadas de preliminares, semifinais e final -, disputam os playoffs as equipes que ficaram entre a terceira posição e a oitava posição na classificação: o sexto e sétimo disputam e o vencedor jogará contra o terceiro colocado; o quinto joga contra o oitavo e o vencedor jogará contra o quarto colocado da classificação. Duas equipes classificam e finalmente disputam a promoção na final. Os jogos das semifinais e finais são realizadas em dois jogos, ida e volta, enquanto as rodadas preliminares são realizadas apenas em um jogo único no campo do melhor colocado na temporada regular.Mas caso, no final das 42 rodadas, o terceiro colocado tiver 9 ou mais pontos de vantagem sobre o quarto, não será necessária a realização de playoffs com o terceiro colocado sendo automaticamente classificado à Primeira Divisão.

### Rodada preliminar
| Equipe 1   | Resultado | Equipe 2 |
| ---------- | --------- | -------- |
| Cittadella | 1 - 2     | Carpi    |
| Benevento  | 2 - 1     | Spezia   |

| 22 de maio de 2017 | Cittadella | 1 – 2     | Carpi                   | Pier Cesare Tombolato, Cittadella           |
| 20:30 (UTC+1)      | Iunco 67'  | Relatório | Lollo 33' · Mbakogu 65' | Público: 4 308 Árbitro: ITA Fabrizio Pasqua |

| 23 de maio de 2017 | Benevento                 | 2 – 1     | Spezia   | Ciro Vigorito                                     |
| 20:30 (UTC+1)      | Ceravolo 22' · Pușcaș 24' | Relatório | Nenê 69' | Público: 11 319 Árbitro: ITA Gianluca Manganiello |

### Semifinais
| Equipe 1  | Total | Equipe 2  | 1.º jogo | 2.º jogo |
| --------- | ----- | --------- | -------- | -------- |
| Carpi     | 1 - 0 | Frosinone | 0 - 0    | 1 - 0    |
| Benevento | 2 - 1 | Perugia   | 1 - 0    | 1 - 1    |

#### Partidas de ida
| 26 de maio de 2017 | Carpi | 0 – 0     | Frosinone | Sandro Cabassi, Carpi                      |
| 20:30 (UTC+1)      |       | Relatório |           | Público: 4 217 Árbitro: ITA Daniele Chiffi |

| 27 de maio de 2017 | Benevento   | 1 – 0     | Perugia | Ciro Vigorito, Benevento                       |
| 20:30 (UTC+1)      | Chibsah 59' | Relatório |         | Público: 13 702 Árbitro: ITA Federico La Penna |

#### Partidas de volta
| 29 de maio de 2017 | Frosinone | 0 – 1     | Carpi       | Comunale Matusa, Frosinone                  |
| 20:30 (UTC+1)      |           | Relatório | Letizia 86' | Público: 6 753 Árbitro: ITA Davide Ghersini |

| 30 de maio de 2017 | Perugia        | 1 – 1     | Benevento  | Renato Curi, Perugia                        |
| 20:30 (UTC+1)      | Nicastro 90+1' | Relatório | Pușcaș 81' | Público: 18 231 Árbitro: ITA Rosario Abisso |

### Final
| Equipe 1  | Total | Equipe 2 | 1.º jogo | 2.º jogo |
| --------- | ----- | -------- | -------- | -------- |
| Benevento | 1 - 0 | Carpi    | 0 - 0    | 1 - 0    |

#### Partida de ida
| 4 de junho de 2017 | Carpi | 0 – 0     | Benevento | Sandro Cabassi, Carpi                            |
| 20:30 (UTC+1)      |       | Relatório |           | Público: 5 510 Árbitro: ITA Gianluca Manganiello |

#### Partida de volta
| 8 de junho de 2017 | Benevento  | 1 – 0     | Carpi | Ciro Vigorito, Benevento                     |
| 20:30 (UTC+1)      | Pușcaș 32' | Relatório |       | Público: 13 987 Árbitro: ITA Fabrizio Pasqua |

## Resultado final
| Pos. | Promovidos a Serie A |
| ---- | -------------------- |
| 1º   | SPAL                 |
| 2º   | Hellas Verona        |
| 4º   | Benevento (Play-off) |

| Pos. | Rebaixados para a Lega Pro |
| ---- | -------------------------- |
| 19º  | Trapani                    |
| 20º  | Vicenza                    |
| 21º  | Latina (Serie D)           |
| 22°  | Pisa                       |

## Estatísticas
| Pos. | Jogador           | Equipe         | Gols |
| ---- | ----------------- | -------------- | ---- |
| 1    | Giampaolo Pazzini | Hellas Verona  | 23   |
| 2    | Fabio Ceravolo    | Benevento      | 20   |
| 3    | Mirco Antenucci   | SPAL           | 18   |
| 3    | Francesco Caputo  | Virtus Entella | 18   |
| 5    | Federico Dionisi  | Frosinone      | 17   |
| 6    | Daniel Ciofani    | Frosinone      | 16   |
| 6    | Massimo Coda      | Salernitana    | 16   |
| 8    | Camillo Ciano     | Cesena         | 15   |
| 9    | Andrea Caracciolo | Brescia        | 14   |
| 9    | Kevin Lasagna     | Carpi          | 14   |
| 11   | Matteo Ardemagni  | Avellino       | 13   |
| 11   | Samuel Di Carmine | Perugia        | 13   |
| 11   | Pablo Granoche    | Spezia         | 13   |
| 11   | Gianluca Litteri  | Cittadella     | 13   |

| Pos. | Jogador                | Equipe         | Assis. |
| ---- | ---------------------- | -------------- | ------ |
| 1    | Francesco Caputo       | Virtus Entella | 10     |
| 2    | Andrea Beghetto        | SPAL           | 9      |
| 2    | Amato Ciciretti        | Benevento      | 9      |
| 2    | Andrey Galabinov       | Novara         | 9      |
| 5    | Camillo Ciano          | Cesena         | 8      |
| 5    | Rômulo                 | Hellas Verona  | 8      |
| 5    | Luca Tremolada         | Virtus Entella | 8      |
| 8    | Gianluca Di Chiara     | Perugia        | 7      |
| 8    | Pasquale Schiattarella | SPAL           | 7      |
| 8    | Luigi Vitale           | Salernitana    | 7      |
| 11   | Francesco Cassata      | Ascoli         | 6      |
| 11   | Lucas Chiaretti        | Cittadella     | 6      |
| 11   | Massimo Coda           | Salernitana    | 6      |
| 11   | Igor Coronado          | Trapani        | 6      |
| 11   | Lorenzo Del Prete      | Perugia        | 6      |
| 11   | Filippo Falco          | Benevento      | 6      |
| 11   | Marco Moscati          | Virtus Entella | 6      |
| 11   | Luca Nizzetto          | Trapani        | 6      |
| 11   | Mattia Valoti          | Hellas Verona  | 6      |